# LaSal
LaSal. Edicions de les dones fou una editorial catalana que va néixer al barri del Raval de Barcelona el 1978 i va cloure el projecte el 1990. El projecte el varen fundar Mari Chordà, Mariló Fernández, Isabel Martínez i Isabel Monteagudo. Més endavant s'afegirien al projecte també Maria Bauçà, Mireia Bofill, María José Quevedo, Carme Cases, Montserrat Abelló, Mercè Fernández, Isabel Segura, Goya Vivas i Eugenia Curto, a més de Sat Sabaté i Montse Solà, i involucrà moltes altres dones amb el transcurs del temps. L'editorial publicà llibres tant en català com en castellà, i és considerada la primera editorial feminista de l'Estat espanyol, després de la Biblioteca Popular de la Dona, fundada el 1909 per Francesca Bonnemaison i considerada la primera biblioteca d'Europa dirigida a les dones.

## Història

### Cafè i espai feminista
El cafè i espai de reunions LaSal el varen fundar María José Quevedo, Sat Sabater, Montse Solà, Carme Cases i Mari Chordà. Va néixer el 6 de juliol de 1977 com a «bar biblioteca de dones», un espai de dones i per a dones, encara que també podien anar-hi homes. Pintat de violeta, amb els llums coberts d'encaix blanc, i on se servien alguns senzills menjars casolans, volia ser un lloc de trobada, de discussió i d'intercanvis d'informacions, on i des d'on les dones es poguessin organitzar. Un espai on una se lía a hablar con otra y descubre que sus problemas son comunes, lo mismo que muchas de sus aspiraciones y pensamientos (Ana Lorenzo). Com ho recorda una contertuliana: «va cobrir la necessitat imperiosa que teníem les dones de trobar-nos, de disposar d'un espai propi obert al carrer. Ens va donar la possibilitat de tota classe d'expressió i de crear plataformes d'acció per a conquerir una identitat individual i col·lectiva. Va ser un espai de gaudi, amb tot el potencial revolucionari que té el plaer».
El local comptava amb dues petites sales annexes: en una es va organitzar una biblioteca que va créixer molt ràpidament —en part perquè les propines s'invertien en llibres—, i l'altra funcionava com a sala de reunions. A LaSal es reunien, per exemple, les dones de la Coordinadora Feminista per a preparar la publicació de Dones en lluita, i s'hi va organitzar i es va donar cabuda a nombroses activitats. Com recorda una crònica del seu primer aniversari: «Des de la seva apertura ha estat l'escenari de seminaris, grups de treball, llançaments de campanyes, presentacions de llibres, etc. I és també un xic consulta jurídica, biblioteca, bossa de treball, direccions útils i tot el que ens faciliti la nostra existència com a dones». Es van celebrar alguns actes multitudinaris els quals resten a la memòria de moltes dones, com ara la presentació del llibre Nuestros cuerpos, nuestras vidas, i també la del llibre d'Antonina Rodrigo, Las olvidadas, que va comptar amb la presència de Frederica Montseny en la seva primera visita després de l'exili.
El cafè-bar LaSal, que funcionava com a espai autogestionat, va ser un projecte curt: als dos anys de la seva inauguració els problemes econòmics el van fer tancar. Però va deixar moltes petjades i projectes oberts. Un d'ells, que va funcionar fins al 1990, va ser el projecte editorial amb el mateix nom: LaSal. Edicions de les dones.

### Editorial
L'editorial va néixer al voltant de la idea de la publicació de l'Agenda de la dona, i va sortir al carrer el Dia del llibre del 1978 amb les dues primeres publicacions: La bolchevique enamorada, d'Aleksandra Kol·lontai i Quadern del cos i l'aigua, de Mari Chordà i Montse Clavé. De seguida van encetar una col·lecció de narrativa, una de poesia i una d'assaig. Tenien dos interessos, en paraules de les seves promotores: 
| « | Traurem a la llum, a mesura que ens arribi material, els escrits de tantes dones que s'expressen silenciosament, sense possibilitat de ser conegudes i llegides. [També] Volem recuperar escrits d'autores ja conegudes per altres publicacions, però oblidades en la seva creació literària més íntima | » |
| — | |   |

Van publicar un total de 74 títols, textos de pensament i debat feminista, i obres de creació escrites per dones, tant en català com en castellà. Des de LaSal es van posar en marxa algunes col·leccions imprescindibles, com ara «Cuadernos inacabados», que continua actualment publicant l'editorial horas y HORAS de Madrid, els «Manuales de salud», que proporcionaven a les dones informació sobre el seu cos, salut i sexualitat, i que es va inaugurar amb la publicació de Masturbación de Jane Wallace, i «Clàssiques catalanes», molts títols dels quals han estat reeditats per l'Editorial Horsori de Barcelona. Aquesta darrera col·lecció va donar a conèixer, en un moment de recuperació de la literatura catalana, aquells escrits que les altres editorials oblidaren, els de les dones. A la col·lecció es van publicar, per exemple, els escrits de Duoda, d'Isabel de Villena i de les trobairitz, les cartes a l'Anna Murià de Mercè Rodoreda, l'Antologia poètica de Clementina Arderiu i narracions de Caterina Albert, Aurora Bertrana o Maria Teresa Vernet. Tal com afirma una de les activistes de l'època: «les seves publicacions van canviar les nostres vides».

## Publicacions
A més de l'Agenda de la dona anual i els «Manuals de salut», entre els 74 títols que l'editorial publicà, s'hi troben, per exemple:
- Aleksandra Kol·lontai. La bolchevique enamorada (Большая Любовь), novel·la curta del 1927. LaSal, 1978
- Alice Schwarzer. La pequeña diferencia y sus grandes consecuencias (Der kleine Unterschied und seine großen Folgen. Frauen über sich. Beginn einer Befreiung, traducció de l'assaig original en alemany (del 1975) al castellà, 1978 o 1979
- Mari Chordà (poesia i contes), Montserrat Clavé (il·lustracions). Quadern del cos i l'aigua (bilingüe català i castellà). LaSal, 1978
- Rosa Fabregat. Estelles, recull de poesia. LaSal, 1978 o 1979
- Núria Amat, Pan de Boda, novel·la. LaSal, 1978 o 1979
- Christiane Rochefort. La Celina (Les stances à Sophie, 1963, novel·la), traducció de Mari Chordà. LaSal, 1980 ISBN  8485627059
- Mari Chordà Recasens: ... i moltes altres coses (poesia i litografies, edició original 1976). LaSal, 1981
- Joana Bel Oleart: Parèntesi (conte, o més aviat poesia en prosa). Col·lecció LaSal Narrativa. LaSal, 1987
- Estefania de Requesens. Cartes íntimes d'una dama catalana del s.XVI, Epistolari a la seva mare, la Comtessa de Palamós. Pròleg, transcripció i notes de Maite Guisando. Col·lecció Classiques Catalanes núm. 13-14, LaSal, 1987
- Aurora Bertrana i Salazar: Paradisos oceànics (reproducció facsímil de l'edició del 1930), amb introducció de Maria Aurèlia Capmany. Col·lecció Classiques Catalanes núm. 17, LaSal, 1988
- Duoda, Comtessa de Barcelona i de Septimània: De mare a fill, escrits d'una dona del S. IX (Liber Manualis, a la Biblioteca de Catalunya). Introducció, traducció (del llatí) i notes de Mercè Otero i Vidal. Col·lecció Classiques Catalanes núm. 18, LaSal, 1989
- Maria Teresa Vernet i Real. Les algues roges (novel·la del 1934). Col·lecció Classiques Catalanes, LaSal, 1986; 2a edició, Horsori Editorial, 2006

## Filmografia
- …I moltes altres dones (2007)